# 台東会館事件
台東会館事件（たいとうかいかんじけん）とは、1950年（昭和25年）3月10日・3月20日に、東京都台東区で発生した公安事件。

## 概要
在日本朝鮮人連盟（朝連）は1945年の結成以来、日本共産党の尖兵として日本各地で暴動を起こし続けてきたが、1949年9月8日に団体等規正令の「暴力主義的団体」として解散を命じられ、その資産は没収されることになった。
東京都では、朝連台東支部があった「台東会館」を接収することになったが、旧朝連関係者は「台東会館は朝連の財産ではない」と異議申し立てを行ったため、東京都が法務府に問い合わせたところ、法務府当局は「台東会館は朝連の財産である」と裁定を下した。法務府の判断を受け、東京都は朝連に対し台東会館を明け渡すよう通告したが、一向にその気配がなかった。
そのため、1950年3月10日に接収を行うことになった。旧朝連側は接収予定日の前日から、会館入口にバリケードを設け、周辺道路を巡回して警戒していた。3月10日午前9時、東京都の係官が台東会館に赴いた。警視庁では不測の事態に備えて多数の警察官を警戒に当たらせた。係官は会館を引き渡すよう命じたが、旧朝連はそれを無視したばかりか投石を行い抵抗した。そのためこの日の接収は一旦取りやめになった。
同年3月20日に再度接収を行うことになり、同日午前7時、係官が台東会館に入ろうとしたが妨害を受けた。警戒に当たっていた警察官に向かって石や唐辛子粉を投げつけて抵抗したため、警察は強行突入を断行し、朝鮮人119人を検挙した。
検挙者のうち25人が、解散団体の財産の管理及び処分等に関する政令（昭和23年政令第238号）違反と公務執行妨害罪で起訴され、後の裁判で有罪が確定した。